# Herb gminy Gawłuszowice
Herb gminy Gawłuszowice – jeden z symboli gminy Gawłuszowice, ustanowiony 4 marca 2022.

## Wygląd i symbolika
Herb przedstawia na tarczy koloru błękitnego srebrną postać św. Wojciecha ze złotym ornatem, aureolą oraz krzyżem, wiosłem i włócznią w dłoniach, stojącego w złotej łodzi. Jest to nawiązanie do patrona kościoła w Gawłuszowicach. 